# Oëlleville
Oëlleville település Franciaországban, Vosges megyében. Lakosainak száma 269 fő (2022. január 1.). Oëlleville Chef-Haut, Baudricourt, Blémerey, Dombasle-en-Xaintois, Frenelle-la-Petite, Juvaincourt, Repel, Rouvres-en-Xaintois és Totainville községekkel határos.

## Népesség
A település népességének változása:
| Lakosok száma | 278  | 294  | 305  | 306  | 308  | 312  | 297  | 283  | 269  |
|               | 2013 | 2015 | 2016 | 2017 | 2018 | 2019 | 2020 | 2021 | 2022 |